# 8-シクロペンチルテオフィリン
8-シクロペンチルテオフィリン(8-Cyclopentyltheophylline)または8-シクロペンチル-1,3-ジメチルキサンチン(8-Cyclopentyl-1,3-dimethylxanthine)は、A1型に選択性を持つアデノシン受容体の強いアンタゴニストであり、また非選択性のホスホジエステラーゼ阻害剤である。動物に対しては、カフェインよりも若干高い覚醒作用を持つ。